# 崔日用
崔日用（673年—722年），字日用，滑州靈昌縣（今河南省安阳市滑縣）人，祖籍博陵郡安平县（今河北省衡水市安平县），封齐国公，谥号昭。祖崔抗，父崔漪，河间县丞。母河东裴氏，湖州治中裴怀俭之孙女，滁州司马裴昉之女，唐高宗仪凤年间卒於郑州，享年五十八岁。

## 簡介
進士出身，初為芮城縣尉。大足元年（701年），武则天回长安，路经陕州，崔日用替刺史宗楚客尽心招待，得其赞赏，被推荐为新丰县尉，不久拜监察御史。唐中宗即位后，先是攀附宗楚客、武三思、武延秀等，得骤迁兵部侍郎兼修文馆学士。中宗暴毙后，恐祸及己，得知临淄王李隆基要举事，遂暗中结纳，预谋兵变。710年6月，李隆基发动唐隆政變，擁立唐睿宗復辟，当夜命崔日用权知雍州长史事。之后以功授银青光禄大夫、黄门侍郎，参知机务，封齐国公。
任宰相月余，与中书侍郎薛稷不合，两人在中书省大吵，崔日用由是转雍州长史，停知政事。不久出为扬州长史，历婺、汴二州刺史、兖州都督、荆州长史。
玄宗與太平公主素為不睦，打算消滅公主一黨，遂跟崔日用討論，日用說：“太平公主谋逆有期，陛下往在宫府（太子），欲有讨捕，犹是子道臣道，须用谋用力。今既光临大宝，但须下一制，谁敢不从？”並建议“先定北军，次收逆党，不要惊动太上皇”，七月初四，玄宗完全按照崔日用的計劃行事。遂誅太平公主。拜吏部尚书。史稱崔日用“每朝廷有事，转祸为福，以取富贵”。
后因事出为常州刺史，削实封三百户，转汝州刺史。十年，转并州大都督府长史。不久卒，时年五十，赠吏部尚书，谥曰昭。葬于洛阳邙山。后又赠荆州大都督。墓志记载其有文集十六卷。其神道碑由宰相燕国公张说撰文，今已不存。
妻京兆韦氏，右庶子韦维之女，子崔启之、崔宗之，宗之袭齐国公，官礼部、右司郎中；孙崔儒，戶部郎中。

## 延伸阅读
[在维基数据编辑]
 《舊唐書·卷99》，出自刘昫《舊唐書》
 《新唐書·卷121》，出自《新唐書》